# Парнокопитні
Парнокопитні (парнокопи́ті, паристокопиті, парнопалі), або Оленеподі́бні — ряд плацентарних ссавців, який нараховує приблизно 356 сучасних видів у 23 родинах, з яких деякі, особливо з родини бикових, мають велике економічне значення для людини.

## Назви ряду
Назва Оленеподібні є відповідником наукової назви Cerviformes з типовим родом Cervus Linnaeus 1758.
Парнокопиті, паристокопитні, ратичні — це давні назви, які вживали у минулому і позаминулому століттях, коли не знали інших тварин з віддалених континентів і поділяли всіх «копитних» на однокопитих (коні), двокопитих (биків) і 4-копитих, або ратичних (наприклад, кабани). Для двох останніх груп писали «парнокопиті». У монографії І. В. Делегана зі співавторами «Біологія лісових птахів і звірів» (Львів: Поллі, 2005, 600 стор.) у змісті вказано: «Ряд Оленеподібні [ратичні, парнопалі, парнокопитні] Cerviformes seu Artiodactyla Owen, 1848». Тобто назва «парнокопиті» («парнокопитні») стоїть на останньому місці. Те саме показують й багато інших сучасних джерел з українськими назвами звірів. Не всі групи оленеподібних мають копита (наприклад, верблюд, бегемот). Прямий переклад наукової назви Artiodactyla свідчить про наявність парних пальців, а не копит (грец. ἄρτιος — «парний», грец. δάκτυλος — «палець»).

## Філогенія та походження
Аналіз морфологічних ознак методами кладистики свідчить, що парнокопиті — парафілетична група. У деяких сучасних філогенетичних реконструкціях їх об'єднують разом із китоподібними та низкою вимерлих форм у надряд Cetartiodactyla (дослівно перекладається як «китопарнокопиті»). До ряду Оленеподібних відносять також родину верблюдових, яка характеризується відсутністю копит (мають звичайні пальці) і рогів (в обох статей). У зв'язку з цим родину верблюдових нерідко виокремлюють до підряду «мозоленогих» (Tylopoda), або навіть вважають такий підряд окремим від «парнопалих» рядом. Остання точка зору тепер не визнається.
Як і багато інших груп ссавців, парнокопиті з'явилися впродовж раннього Еоцену (приблизно 54 мільйони років тому). За формою вони були схожі на нинішніх невеликих оленів: невисокі, коротконогі істоти, які їли листя і м'які частини рослин. На початок пізнього Еоцену (46 мільйонів років тому), три сучасні підряди вже розвинулися: нежуйні (Suina, свині), мозоленогі (Tylopoda, верблюди) і «жуйні» (Ruminantia, включаючи й родини оленевих та бикових).
Проте, оленеподібні були далекі від домінування у той час: «непарнокопиті» (предки сучасних коней і носорогів) були набагато успішнішими і значно численнішими. Представники оленеподібних (парнопалих) виживали у вузьких нішах, зазвичай у найгірших середовищах, і мабуть, у той час вони розвинули свою складну травну систему (зокрема, шлунок), що дозволило їм вижити за рахунок поживи нижчої якості.
Поява трав'янистих угруповань (луки, степи) упродовж Еоцену і їх подальше розповсюдження впродовж Міоцену (близько 20 млн років тому) привели до великих змін: трави були дуже важкі для перетравлення, і парнопалі з їх складними шлунками виявилися більш пристосованими до цього грубого корму, і скоро замінили конеподібних, як панівних на той час великих травоїдних ссавців.

## Характеристика

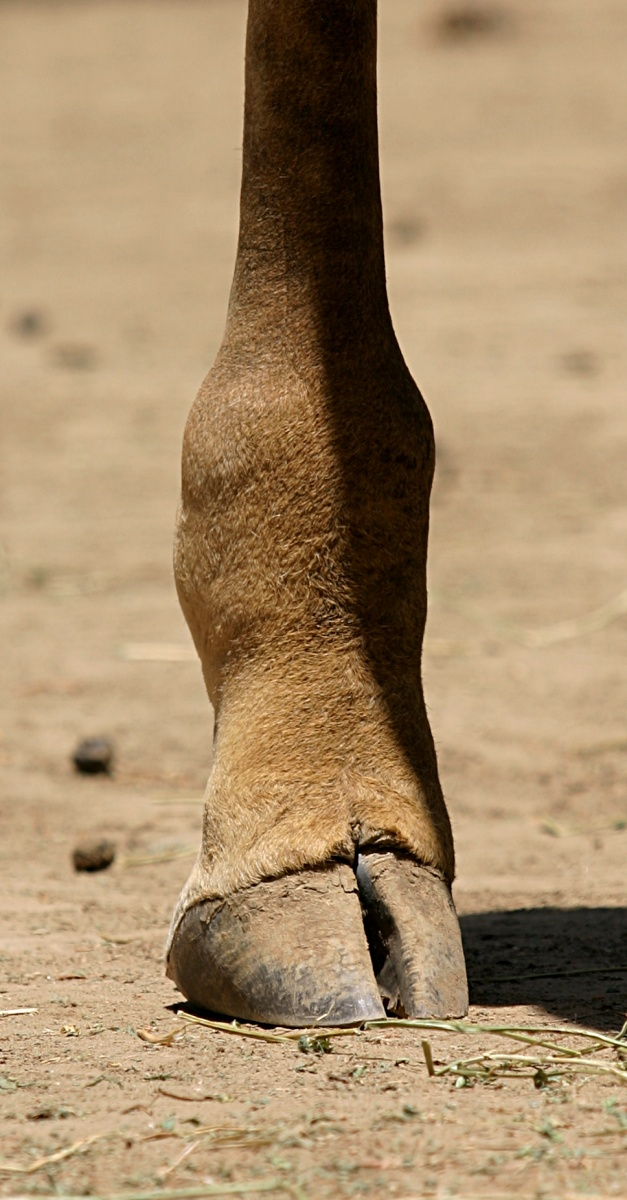
Нога жирафа

Оленеподібні — це ссавці, у яких на кінцівках два середніх пальці (третій і четвертий) служать для опори, а два крайні (2-й і 5-й) переважно рудиментарні, що рідко торкаються субстрату. У них 19 (у домашніх порід менше) спинно-поперекових хребців, без ключиці, з горбкуватим або складчастим шаром емалі на корінних зубах.
Парнопалими ці тварини називаються через парне число пальців, яких у них два або чотири (вісь кінцівки проходить між 3 і 4 пальцями). Спорідненість різних груп «копитних» (унгулят) уперше помітив зоолог Річард Овен в XIX ст., який запропонував їх поділ на дві сестринські групи «парнопалі» і «непарнопалі».
Парнопалі поділяються на дві групи, які, попри загальну схожість, дуже відмінні:
- Нежуйні (свині, гіпопотами, і пекарі) зберігають чотири пальці на нозі, мають простіші корінні зуби, короткі ноги, і їхні ікла часто збільшуються, формуючи бивні. Узагалі, вони — всеїдні і мають простий шлунок. (два різновиди гіпопотама — виняток).

- Мозоленогі і жуйні, з другого боку, звичайно високі, мають тільки два пальця на нозі, складніші зуби, щоки, пристосовані до жорсткої трави і багатокамерний шлунок. Вони не тільки мають високорозвинуті травні системи, а й розвинули звичку жувати жуйку: випльовування частково перетвореної їжі, аби жувати її знову, і отримують максимальну можливу від цього вигоду.

Як пропонують молекулярні біологи, одна з груп парнопалих, близька до бегемотів (Hippopotamidae), стала родоначальником ряду китоподібних.

## Класифікація
- Ряд Cervidormes, seu Artiodactyla[14][15]
  - Підряд Мозоленогі (Tylopoda)
    - Родина †Anoplotheriidae?
    - Родина †Cainotheriidae
    - Родина †Merycoidodontidae
    - Родина †Agriochoeridae

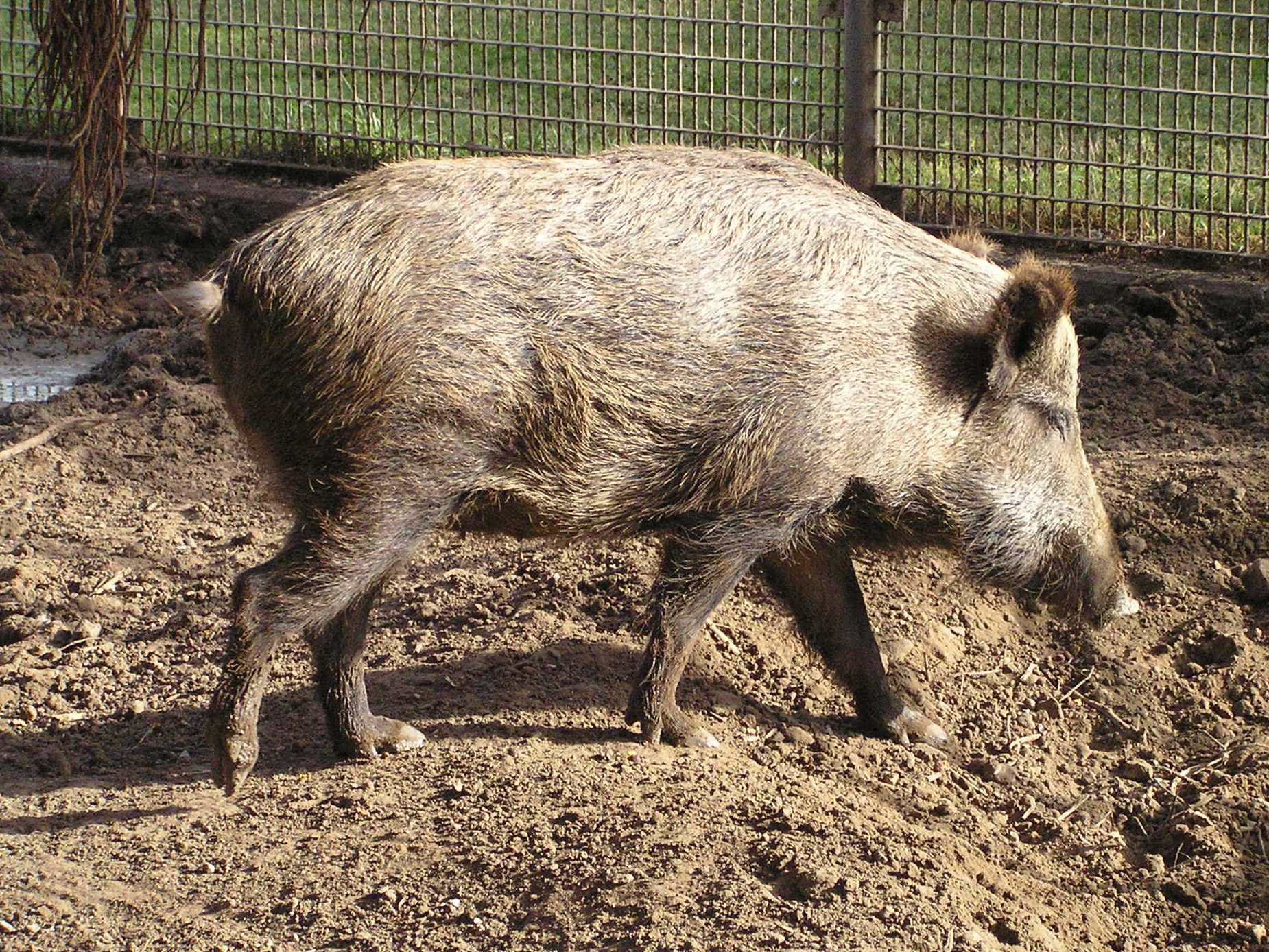
Свиня дика — представник ряду парнокопитих

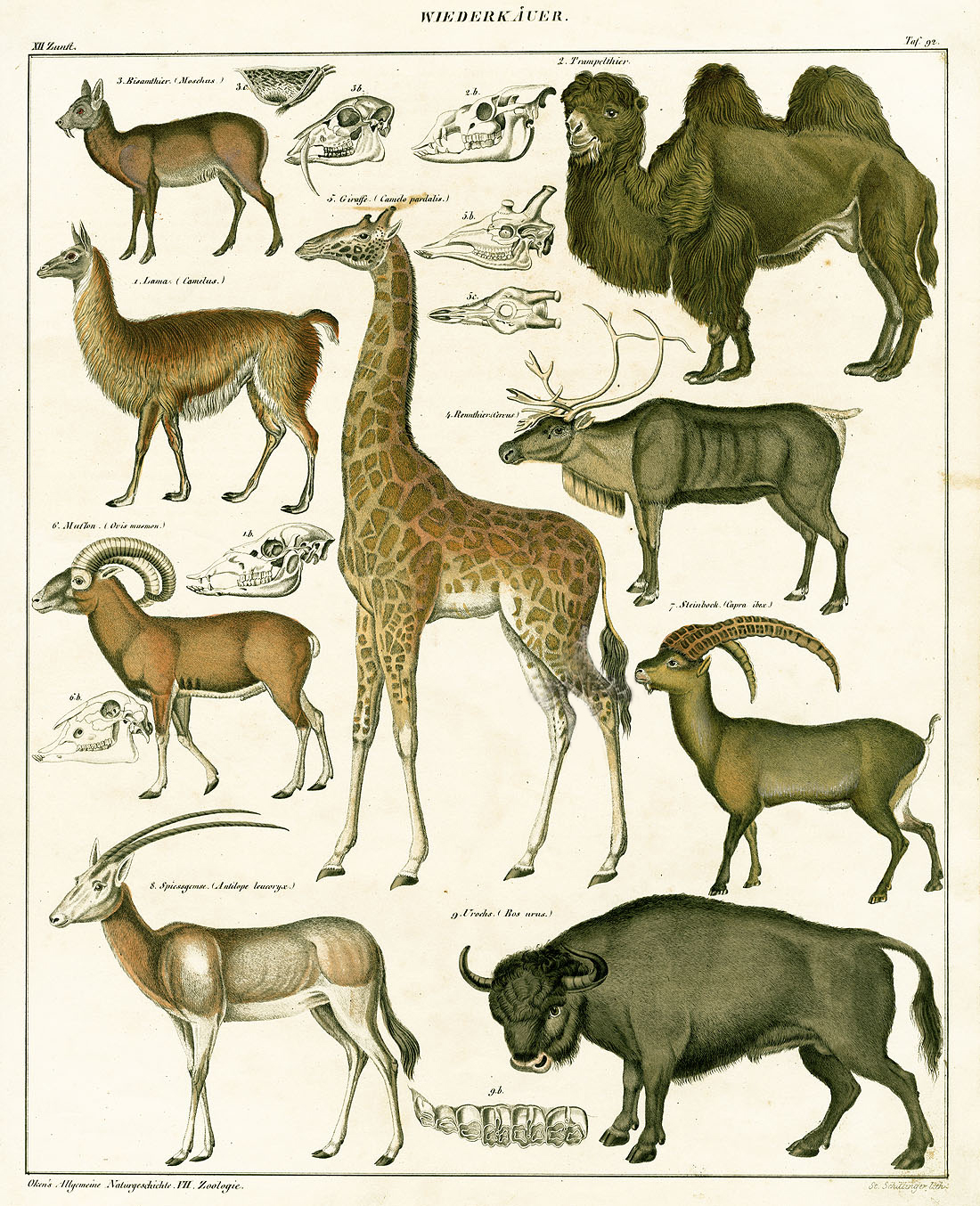
Представники ряду парнокопитих

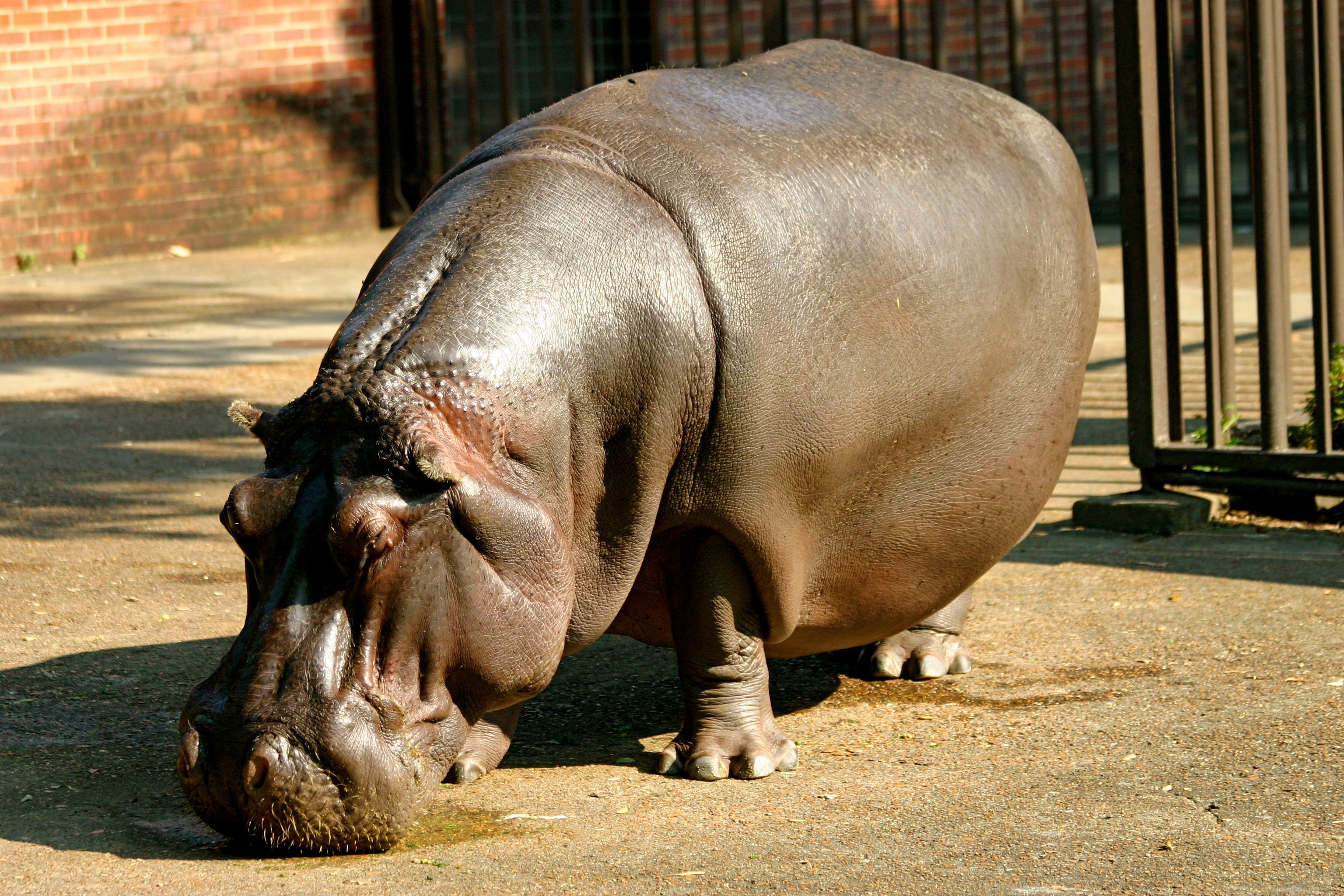
Бегемот — представних ряду парнокопитих

    - Родина Верблюдові (Camelidae) (7 видів)
    - Родина †Oromerycidae
    - Родина †Xiphodontidae

  - Клада Artiofabula
    - Підряд Свиновиді, або «Нежуйні» (Suina)
      - Родина Свиневі (Suidae) (18 видів)
      - Родина Таясові (Tayassuidae) (3 види)
      - Родина †Sanitheriidae

    - Клада Cetruminantia
      - Клада Cetancodontamorpha
        - Рід †Ендрюзарх (Andrewsarchus)?
        - Родина †Entelodontidae
        - Підряд Whippomorpha
          - Родина †Raoellidae
          - Надродина Dichobunoidea
            - Родина †Dichobunidae
            - Родина †Helohyidae
            - Родина †Choeropotamidae
            - Родина †Cebochoeridae
            - Родина †Mixtotheriidae

          - Інфраряд Ancodonta
            - Родина †Антракотерієві (Anthracotheriidae)
            - Родина Бегемотові (Hippopotamidae) (2 види)

          - Інфраряд Китоподібні (Cetacea) (≈ 98 видів)
            - Парворяд †Стародавні кити (Archaeoceti)
              - Родина †Pakicetidae
              - Родина †Ambulocetidae
              - Родина †Remingtonocetidae
              - Родина †Basilosauridae

            - Парворяд Китовиді (Mysticeti)
              - Надродина Balaenoidea
                - Родина Китові (Balaenidae) (4 види)
                - Родина Цетотерієві (Cetotheriidae) (1 вид)

              - Надродина Balaenopteroidea
                - Родина Смугачеві (Balaenopteridae) (11 видів)

            - Парворяд Дельфіновиді (Odontoceti)
              - Надродина Delphinoidea
                - Родина Дельфінові (Delphinidae) (37 видів)
                - Родина Нарвалові (Monodontidae) (2 види)
                - Родина Фоценові (Phocoenidae) (8 видів)

              - Надродина Physeteroidea
                - Родина Когієві (Kogiidae) (2 види)
                - Родина Кашалотові (Physeteridae) (1 вид)

              - Надродина Platanistoidea
                - Родина Platanistidae (2 види)

              - Надродина Inioidea
                - Родина Інієві (Iniidae) (4 види)
                - Родина Понтопорієві (Pontoporiidae) (1 вид)

              - Надродина Lipotoidea
                - Родина Lipotidae (1 вид)

              - Надродина Ziphioidea
                - Родина Дзьоборилові (Ziphiidae) (24 види)

      - Клада Ruminantiamorpha
        - Підряд Жуйні (Ruminantia)
          - Інфраряд Tragulina
            - Родина †Amphimerycidae
            - Родина †Prodremotheriidae
            - Родина †Протоцератиди (Protoceratidae)
            - Родина †Hypertragulidae
            - Родина †Praetragulidae
            - Родина Оленцеві (Tragulidae) (10 видів)
            - Родина †Archaeomerycidae
            - Родина †Lophiomerycidae

          - Інфраряд Pecora
            - Родина †Gelocidae
            - Родина †Palaeomerycidae
            - Родина Вилорогові (Antilocapridae) (1 вид)
            - Родина †Climacoceratidae
            - Родина Жирафові (Giraffidae) (5 видів)
            - Родина †Hoplitomerycidae
            - Родина Оленеві (Cervidae) (54 видів)
            - Родина †Leptomerycidae
            - Родина Кабаргові (Moschidae) (7 видів)
            - Родина Бикові (Bovidae) (152 види)